# گاشگزی
گاشگزی یک منطقهٔ مسکونی در ایران است که در دهستان میغان واقع شده‌است.